# Национальная библиотека Марокко
Национальная библиотека Королевства Марокко (араб. المكتبة الوطنية للمملكة المغربية‎, фр. Bibliothèque nationale du Royaume du Maroc) — национальная библиотека в Рабате, столице Марокко, с филиалом в Тетуане. Управляется Министерством культуры Марокко.

## История
Основана в 1924 году под названием Общая библиотека (фр. Bibliothèque Générale). С 1926 года, после дахира, является государственным учреждением. В 1984 году Мухаммад Абу-Хубза создал библиотечный каталог для филиала в Тетуане. С 2003 года носит нынешнее название.

## Фонд
Фонд библиотеки насчитывает более 340 тыс. книг, 60 тыс. рукописей, 10 тыс. периодических изданий, журналов и газет, 4 тыс. карт и планов, 8 тыс. фотографий, 1,2 тыс. фотогравюр и 400 клише-верр.